# Скрипай, Анатолий Александрович
Анато́лий Алекса́ндрович Скрипа́й (1 декабря 1943, Энгельс, Саратовская область — 7 июля 2016, Саратов) — советский и российский пианист, педагог, профессор, ректор (1997—2008) Саратовской Государственной Консерватории им. Л. В. Собинова. Заслуженный артист России (1992), Заслуженный деятель искусств РФ (2004).

## Биография
Родился в городе Энгельс Саратовской области 1 декабря 1943 года в семье Александра Максимовича и Валентины Ивановны Скрипай: любителей и ценителей музыкального искусства. В семье царила благотворная атмосфера для всестороннего развития и эстетического воспитания — с ранних лет детям прививалась любовь к чтению (в доме была большая библиотека) и поощрялись занятия музыкой.
Определяющую роль в выборе творческого пути сыграла встреча с выдающимся педагогом и музыкантом Семёном Соломоновичем Бендицким, который сразу же распознал и услышал глубокую одарённость юного пианиста и без лишних слов взял к себе в класс. Под внимательным руководством С. С. Бендицкого Анатолий Скрипай прошёл важные этапы формирования музыкантского мышления, внутренней культуры и исполнительского пианистического мастерства, — начиная с первых уроков в классе музыкальной школы, затем в Саратовском музыкальном училище и Саратовской Консерватории, которую окончил с отличием в 1968 году. Своё образование молодой музыкант завершил в 1972 году аспирантурой в Музыкально-педагогическом институте им. Гнесиных в классе Теодора Давидовича Гутмана.
Анатолий Скрипай умер после продолжительной тяжёлой болезни 7 июля 2016 года около 17 часов в одной из саратовских больниц.

## Творческая работа

### Педагогическая деятельность
Педагогика наряду с концертной деятельностью занимала важное и значимое место в творческой жизни А. А. Скрипа́я. Более того, и преподавание, и концертные выступления в равной степени составляли основу его воспитательной и просветительской работы. Своим особым личным примером он наглядно демонстрировал теорию своей педагогической методики.
С родной Саратовской консерваторией связана почти вся творческая жизнь Анатолия Скрипая. Обладая редким даром чтения с листа́, он начал работать концертмейстером, ещё будучи учащимся музыкального училища. Был также и концертмейстером в классах известных саратовских музыкантов — виолончелиста Н. Э. Цеделера, скрипача Н. А. Гольденберга. А уже в 1967 году Анатолий Скрипай — студент-выпускник консерватории — начал преподавать на кафедре специального фортепиано (СГК им. Собинова).
В аспирантские годы, в бытность свою в Москве молодому музыканту довелось работать концертмейстером в классе знаменитого трубача, профессора Тимофея Докшицера. По окончании ассистентуры-стажировки в классе Т. Д. Гутмана Анатолий Скрипай вернулся в Саратов.
- В 1975 году он становится заведующим кафедрой специального фортепиано Саратовской консерватории.
- С 1990 по 1997 год работает проректором по учебной работе (СГК им. Собинова).
- В течение десяти лет (с 1997 по 2008 год) Анатолий Александрович Скрипай — ректор Саратовской государственной консерватории.[4]

За время педагогической деятельности А. А. Скрипай подготовил целую плеяду выскопрофессиональных специалистов — лауреатов международных и всероссийских конкурсов и педагогов музыкальных школ, училищ и ВУЗов. Среди учеников А. А. Скрипая — профессор Александр Рыкель, доценты Андрей Виниченко и Лолита Ангерт, Александр Ларионычев, Александра Богачёва, Виталий Лысенко, Александр Терехов, Ирина Быкова, Валентина Джегнарадзе, Екатерина Скрипай, Марина Соловова, Екатерина Чёрная (США), Аркадий Фиглин (США), Анна Евдокимова (Нидерланды/Германия) и мн.др.
Покинув должность ректора, с 2008 года А. А. Скрипай заведовал своей кафедрой специального фортепиано на исполнительском факультете СГК им. Л. В. Собинова.

### Концертная деятельность
Не только педагог, но и активный концертирующий пианист — вот два неотделимых друг от друга творческих облика Анатолия Скрипая. Образ Скрипая-исполнителя — это образ прежде всего мыслителя, художника и философа, что не так часто встречается среди пианистов. Творческое кредо музыканта предельно точно выражено в словах Фредерика Шопена: «Нет ничего ненавистнее музыки без скрытого смысла». Смысл этого выражения очень прост и глубок одновременно — музыка для музыкантов.
Как солист и участник камерного ансамбля А.Скрипай выступал в лучших концертных залах страны, многократно участвовал в международном фестивале «Дворцы Петербурга»; горячее признание слушателей и восторженные отзывы прессы вызвали концерты и мастер-классы Скрипая в Германии и США.
Сольный и ансамблевый репертуар музыканта поистине обширен и многогранен. Его творческому вдохновению подвластны все известные стилевые направления и жанры. Впечатляет масштаб сыгранных программ камерной музыки. В его концертном репертуаре со скрипачкой Татьяной Сандлер (ученицей Наума Гольденберга и Бориса Беленького) и виолончелистом, профессором и заслуженным артистом России Львом Ивановым (учеником Святослава Кнушевицкого и Мстислава Ростроповича) монументальные программы циклических концертов:
- все фортепианные трио Бетховена, Брамса и Шуберта, трио Моцарта, Мендельсона, Гайдна, Чайковского, Рахманинова, Шостаковича;
- все скрипичные сонаты Бетховена, Брамса, Франка, Равеля, Шостаковича, Шнитке;
- все виолончельные сонаты Бетховена и Брамса, а также сонаты Грига, Шопена, Рихарда Штрауса, Рахманинова, Шостаковича и Шнитке.[2]

В ансамбле с Анатолием Скрипаем выступали многие прославленные музыканты и дирижёры, с восторгом отзывавшиеся о нём как о великолепном, чутком ансамблисте — трубачи Тимофей Докшицер и Эдуард Тарр (США), органист Петер Дикке (Германия), дирижёры Фуат Мансуров, Вероника Дударова, Эдуард Серов, Юрий Кочнев, Роман Матсов (Эстония), Алексей Гуляницкий (Украина), Константин Орбелян, Вахтанг Жордания (США).
Отдельного слова заслуживает интерпретаторский талант Анатолия Скрипая. В качестве показательного примера можно привести выступление в ансамбле с заслуженной артисткой РФ Натальей Тарасовой в 1991 году. Вдохновенное, глубокое и тонкое прочтение сочинения сыграло решающую роль в присуждении Государственной премии РФ вокальному циклу Елены Гохман «Бессонница» на стихи Марины Цветаевой.

## Комментарии
1. ↑  Семён Соломонович Бендицкий — пианист, педагог, профессор Саратовской консерватории; яркий представитель и продолжатель традиций пианистической школы Генриха Нейгауза и один из немногих любимых его учеников, которому — единственному из всех — было позволено обращаться к учителю «великому Генриху» — на «ты». (Источник: «Анатолий Скрипай. Творческий портрет музыканта» — М.: Издательство «Композитор», 2008)
2. ↑  Теодор Давидович Гутман — пианист, педагог, профессор Московской консерватории и Музыкально-педагогического института им. Гнесиных; ученик Генриха Нейгауза, закончивший Московскую консерваторию с золотой медалью, и позднее — ассистент в классе Г. Нейгауза.
3. ↑  Кафедра специального фортепиано под руководством профессора А. А. Скрипая — это вторая кафедра специального фортепиано Саратовской Государственной Консерватории им. Л. В. Собинова, которая была организована в 2008 году по инициативе А. А. Скрипая и носит его имя. Кафедра основана на авторской концепции музыкального воспитания пианистов, суть которой ясно выражена в словах Фредерика Шопена: «Нет ничего ненавистнее музыки без скрытого смысла»
4. ↑  Говоря иными словами, музыкантом может быть и математик, и писатель, и инженер, а пианист или скрипач, в свою очередь, — могут так и остаться «пианистом» или «скрипачом», не будучи музыкантом.